# Cristóbal Quintero
Cristóbal Quintero (Palos de la Frontera, Huelva, ¿? - ibídem, 1503) fue un navegante y explorador español que participó en el descubrimiento de América.
Navegó junto con Cristóbal Colón en su primer viaje. Parece que participó en el segundo, y fue al tercer viaje colombino.

## Biografía
Los Quintero fueron una dilatada familia de marineros de la comarca del Tinto-Odiel, avecindados en Palos de la Frontera y parientes de los Niño de Moguer. En el viaje descubridor participaron dos hombres de esta familia: Cristóbal Quintero y Juan Quintero.
Consta en la documentación existente que Cristóbal estaba casado con Leonor Benítez y era padre de tres hijas. Era un destacado marinero de la zona dueño de varias embarcaciones, una de ellas ha pasado a la historia como una de las famosas carabelas del descubrimiento, la Pinta.

### Primer viaje colombino
Cristóbal Quintero participó en el primer viaje como simple marinero y además era copropietario de la Pinta. Su nombre ha pasado a la historia por el incidente sucedido el 6 de agosto de 1492 en la carabela la Pinta, que según nos ha llegado por el Diario de la primera navegación de Cristóbal Colón, extractado por fray Bartolomé de las Casas, indica que el Almirante sospechó que Cristóbal, en compañía de Gómez Rascón, provocaron que se saliera el timón de dicha carabela:

Lunes, 6 de agosto.

Saltó o desencajóse el gobernario a la carabela Pinta, donde iba Martín Alonso Pinzón, a lo que se creyó y sospechó por industria de un Gómez Rascón y Cristóbal Quintero, cuya era la carabela, porque le pesaba ir en aquel viaje; y dice el Almirante que antes de que partiese habían hallado en ciertos reveses y grisquetas como dicen, a los dichos. Viose allí el Almirante en gran turbación por no poder ayudar a la dicha carabela sin su peligro, y dice que alguna pena perdía con saber que Martín Alonso Pinzón era persona esforzada y de buen ingenio. En fin, anduvieron entre día y noche veintinueve leguas.
Diario de la primera navegación. Relación compendiada por fray Bartolomé de las Casas.

Pero según algunos historiadores, entre ellos el P. Ángel Ortega, esta acusación no se sostiene, puesto que ni existe posterior expediente formal de acusación, ni fueron expulsados estos marineros en la parada hecha en las Canarias por el resto de sus compañeros, ya que podrían ser peligrosos para la vida del resto de la armada. De hecho el mismo Almirante el 21 de febrero de 1493, durante el viaje de regreso, al encontrarse con la tempestad que casi los hace naufragar, hace constar en el diario lo siguiente:

«... y en aquellas islas había padecido tan grave tormenta, y lo mismo le acaeció a la ida hasta las Islas de Canaria...»

quizá dando a entender que la avería de la Pinta antes de llegar a las Canarias fuera por otros motivos distintos a los esgrimidos en el citado diario el lunes 6 de agosto.

### Segundo, tercer viaje colombino y últimos datos
Aunque falta documentación más segura, se cree que participó también en el segundo viaje de Colón. Además consta que una carabela de Cristóbal fue dos veces, junto con otras de Palos, a las armadas de Nápoles, siendo lógico que el mismo fuera también.
En el tercer viaje colombino fue con el cargo de maestre, nuevamente con una carabela de su propiedad, la Santa María de Guía.
Aparece también citado Cristóbal Quintero como maestre en un viaje a la isla La Española, con unos navíos «armados y cargados de bastimentos» realizado en 1502. Finalmente fallece después de regresar de este viaje en 1503.